# Мальяда-ди-Педрас
Мальяда-ди-Педрас (порт. Malhada de Pedras)  —  муниципалитет в Бразилии, входит в штат Баия. Составная часть мезорегиона Юго-центральная часть штата Баия. Входит в экономико-статистический микрорегион Брумаду. Население составляет 9263 человека на 2006 год. Занимает площадь 479,393 км². Плотность населения — 19,3 чел./км².

## История
Город основан 12 июля 1962 года.

## Статистика
- Валовой внутренний продукт на 2003 год составляет 13 723 505,00 реалов (данные: Бразильский институт географии и статистики).
- Валовой внутренний продукт на душу населения на 2003 год составляет 1545,79 реалов (данные: Бразильский институт географии и статистики).
- Индекс развития человеческого потенциала на 2000 год составляет 0,619 (данные: Программа развития ООН).

## География
Климат местности: полупустыня.